# ピュブリシス・グループ
ピュブリシス・グループ（仏: Publicis Groupe S.A.）は、フランスのパリに拠点を置き、世界100カ国以上で事業を展開する広告代理店グループ。ユーロネクスト・パリ上場企業（Euronext: PUB ）。

## 沿革
1926年、Marcel Bleustein-Blanchetによって設立された。当初から先端のメディアであったラジオを活用し、第二次世界大戦後に急速に成長、フランス政府の要人とも密接な関係を保持している。1956年にニューヨークに拠点を設けるなど、国際展開も積極的に進め、1970年にパリ証券取引所に上場した。1972年のオランダの同業他社Intermarcoを、また1973年にスイスのFarnerを、1978年にイギリスのMc Cormickを買収した。2013年7月、アメリカのオムニコムグループとの合併計画が浮上したが、翌年5月に白紙となった。
2002年から電通と提携関係を結び、2009年には双方のグループ会社も業務提携を結んだ。その後、2012年に電通との提携を解除、2013年に株式を全て売却、合弁企業に関しても再編成されている。

## 関連団体
日本
2007年10月までピュブリシスの日本法人があった。多くの外資系広告代理店にある独自のメディアバイイング機能は持たず、バイイングは資本提携をしている電通を通じて行っていた。その後日本におけるグループ傘下企業の再構築を受けて2007年10月に会社清算し、現在は以下の企業がピュブリシスの関係企業となっている。
- MSL Japan（エム・エム・エス・コミュニケーションズ株式会社） - MS&L（マニング・セルベージ&リー）に由来。パブリック・リレーションズ事業を行う。
  - ピュブリシス・サピエント - エム・エム・エス・コミュニケーションズの一部門。
  - Publicis Life Brands Medicus - ヘルスケア部門。日本および外資系の製薬企業を主な顧客として、医療用医薬品を対象とした広告代理業を行う。エム・エム・エス・コミュニケーションズの一部門。
  - Saatchi & Saatchi（サーチアンドサーチ） - エム・エム・エス・コミュニケーションズの一部門。
- ビーコン・コミュニケーションズ - ピュブリシスと電通の合弁企業Bcom3の日本法人。

日本国外
- ダーシー・マシウス・ベントン・アンド・ボウルズ（英語版） ‐1909年セントルイスで創立の広告代理店（1934年ニューヨーク移転、75か国に支社）で、2002年にピュブリシスが吸収合併。
- レオ・バーネット・ワールドワイド（英語版） - 1935年にシカゴで創立の大手総合広告代理店で、2002年にピュブリシスが吸収合併。